# ديرامة فاخرة
دِيرَامَة فاخرة أو صنارة صيد الملاك نوع من النباتات المزهرة في فصيلة الديرامةوفصيلة السوسن موطنها جنوب إفريقيا. يطول إلى 1.5 متر ويعرض نصف مترًا، وهو نبات معمر أبيد يتدلى من الزهور الوردية الوردية على شكل جرس في الصيف.